# Koenigsegg Gemera
El Koenigsegg Gemera es un automóvil superdeportivo Gran Turismo híbrido eléctrico enchufable, con motor central-trasero montado longitudinalmente y de tracción integral, producido por el fabricante sueco Koenigsegg desde 2021.

## Presentación
Se esperaba que hiciera su debut en el Salón del Automóvil de Ginebra, pero la compañía decidió hacerlo en línea.
Está inspirado en el nombre de la madre de Christian von Koenigsegg y es un vocablo sueco que podría traducirse al español como “dar más” y es justo lo que este nuevo modelo viene a presentar, pues en todos los sentidos es un superdeportivo revolucionario.

## Diseño

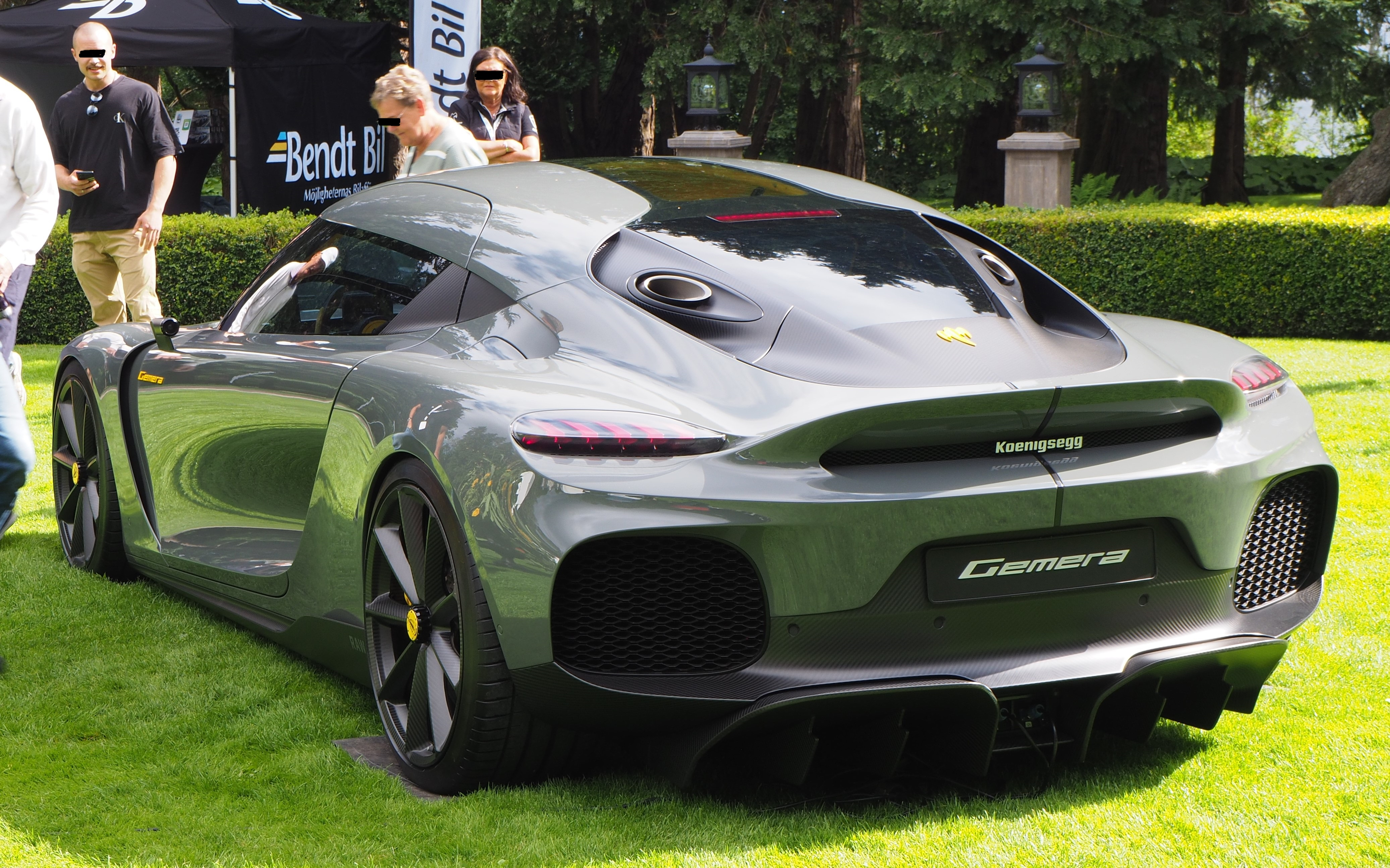
Vista trasera.

El exterior es algo totalmente distinto a cualquier otro modelo que hayamos visto del fabricante, pues incorpora una carrocería tipo Gran Turismo con conjuntos ópticos LED tanto al frente como en la parte posterior, con enormes tomas de aire en las fascias que se encargan de alimentar de aire fresco, tanto al motor térmico, como a las unidades eléctricas.
Entre otros detalles, destacan la luna delantera envolvente, el techo abultado, sus puertas con sistema de apertura diédrico, las cuales tienen un impresionante tamaño, porque desde ellas se accede a su espacioso habitáculo. Su singular carrocería está fabricada en ligera fibra de carbono, al igual que su avanzado chasis monocasco.
El conjunto pesa 1850 kg (4079 libras) y su chasis de fibra de carbono también está completamente diseñado para ser efectivo, el cual cuenta con una batalla de 3 m (118,1 pulgadas), dirección en el eje trasero y reparto vectorial de par en las cuatro ruedas.

## Interior

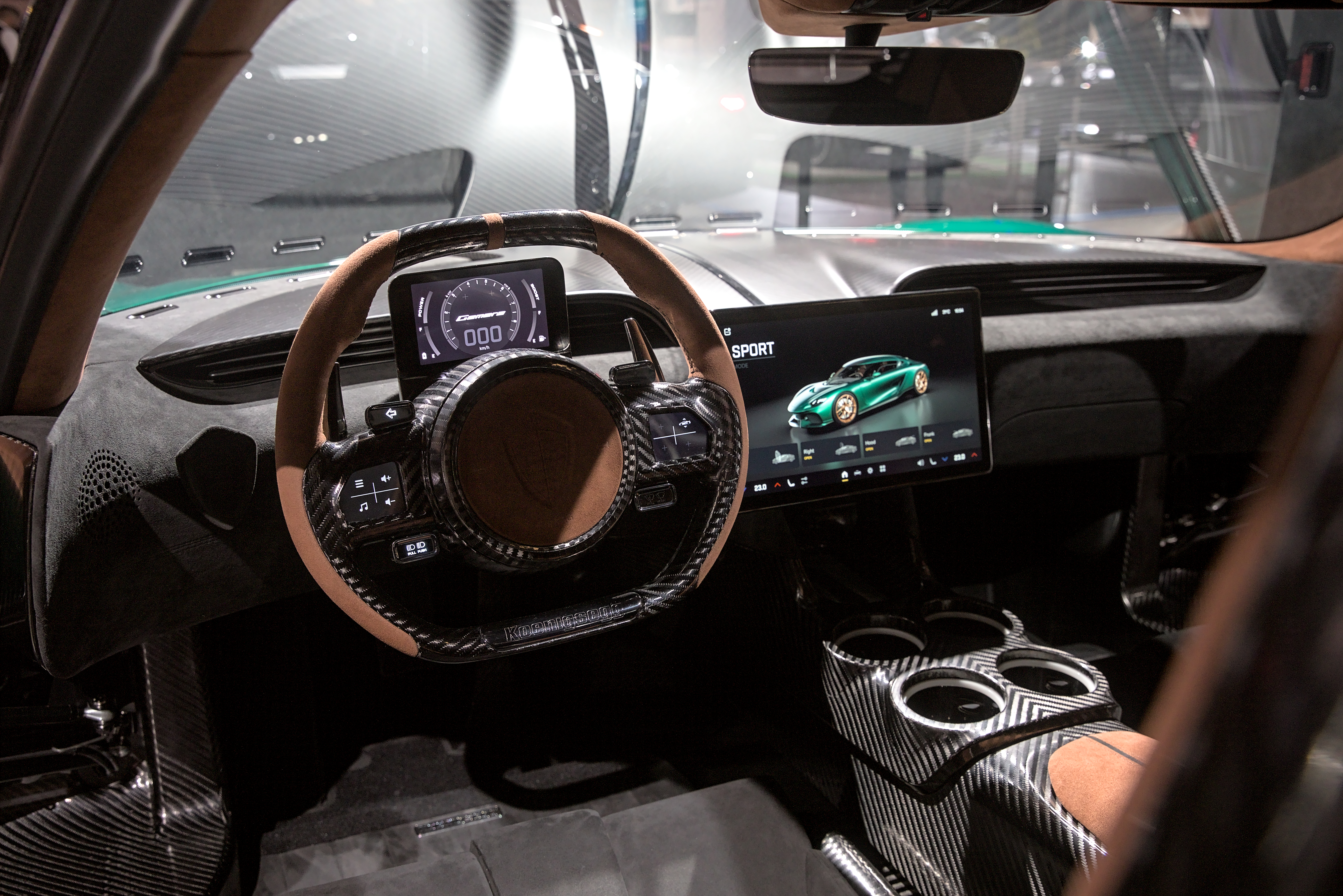
En el Salón del automóvil de Zúrich de 2023.

En su interior hay espacio para cuatro ocupantes en un entorno con un habitáculo cómodamente lujoso y de fácil acceso sin tener que mover nada en el interior, llamativo y muy deportivo donde destacan los cuatro asientos independientes. La instrumentación es totalmente digital, con una pantalla a la derecha para el copiloto y el acceso es a través de dos puertas de apertura diédrica.
De acuerdo con el director ejecutivo de la marca, tiene espacio suficiente para viajar con tres maletas de tamaño regular, dos que se almacenarían en la parte delantera y una más en la parte trasera.
Es técnicamente una celda de fibra de carbono, no necesita un pilar B, dando esta sensación de ser un biplaza estirado, con una gran superficie vidriada. Lo segundo que se puede notar, es que no tiene puertas para las plazas traseras, porque estas son largas y se abren completamente hacia arriba, como en un Lamborghini, ofreciendo espacio suficiente para poder subirse en los asientos de atrás.
Su equipamiento incluye: portavasos climatizados, cámaras laterales en lugar de espejos retrovisores laterales, climatizador de tres zonas, pantallas individuales para cada pasajero de la fila de atrás, sistema de audio de alta fidelidad con 11 bocinas, dos cargadores inalámbricos, sistema de apertura táctil (Autoskin, sin manillas), cámaras en 360 grados, conectividad para Apple CarPlay, seis bolsas de aire inteligentes, sensor de luz y lluvia, dos extintores, control de tracción multimodo, suspensión ajustable y algunas asistencias como control crucero semiautónomo, asistente de estacionamiento o mantenimiento de carril.

## Mecánica

### Motores

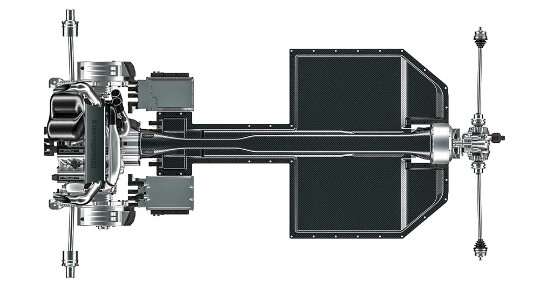
Esquema de la planta motriz.

El apartado mecánico está protagonizado por la innovación, recurriendo a tres motores eléctricos más un cuarto motor térmico. Los eléctricos se reparten entre las dos ruedas traseras con 500 CV (493 HP; 368 kW) a cada una y el tercero con cigüeñal, produciendo un total de 1115 CV (1100 HP; 820 kW) de potencia máxima. A esto hay que sumarle la producción de un motor de tres cilindros en línea de 1988 cm³ (2 L; 121,3 plg³) biturbo, apodado "Tiny Friendly Giant" (TFG) o "Pequeño y Amistoso Gigante", que desarrolla 608 CV (600 HP; 447 kW) y un par motor máximo de 600 N·m (443 lb·pie), pudiendo consumir cualquier combustible renovable, desde etanol a gasolina convencional, pasando por E85 o metanol. Con los dos primeros tipos de combustibles, prácticamente no emite CO2 al ambiente.
Su característica particular es que tiene una distribución sin válvulas ni  árbol de levas, puesto que cuenta con el revolucionario sistema "Freevalve" que llevan un tiempo desarrollando. Esto significa que, tanto las válvulas de admisión como de escape, son controladas electrónica e independientemente, permitiendo eliminar el estrangulador del acelerador ("throttle") y además conseguir infinitas variaciones de tiempo y ángulo de apertura. Incluso, puede desactivar cilindros o modificar el ciclo de combustión de manera infinita e inteligente, según se requiera.
Los beneficios de este sistema no son solamente en desempeño (performance), sino que también en eficiencia, logrando desde un 15 a un 20 por ciento menos que un tradicional motor de cuatro cilindros en línea de dos litros con inyección directa y con distribución de válvulas variable. Además se han estudiado los ciclos térmicos del motor, por lo que han desarrollado avances para calentarlo más rápido junto con el convertidor catalítico, permitiendo que no emita gases nocivos, incluso cuando se arranca en frío. Otro detalle es que los turbocompresores están asociados cada uno a una válvula de salida por cilindro, simplificando su funcionamiento, es decir, si no se necesita usar uno de los dos, se bloquea una de las dos válvulas de salida por cilindro.
De manera conjunta, las cifras son de 1724 CV (1700 HP; 1268 kW) y unos 3500 N·m (2581 lb·pie) de par motor. Funcionando a pleno rendimiento, puede acelerar de 0 a 100 km/h (62 mph) en 1,9 segundos y seguir circulando hasta 50 km (31,1 millas) en modo 100% eléctrico a velocidades de hasta 300 km/h (186 mph), siendo un híbrido eléctrico enchufable. Combinando la capacidad total de las baterías de 800 V de 15 kWh (54 MJ) con refrigeración líquida, la regeneración y la capacidad de combustible, Koenigsegg asegura que puede recorrer una distancia de 1000 km (621 millas).
Se le cuestionó a Christian sobre el por qué todavía no están trabajando en modelos puramente eléctricos, a lo que el ingeniero sueco comentó:

“El Gemera es 30% más ligero de lo que sería si funcionara únicamente con energía eléctrica. Los autos eléctricos son buenos, pero todavía existen muy pocos puntos de carga y es complicado producir unidades para todo el mundo…”

También promete que será un modelo emocionante y que su sistema de escape firmado por Akrapovič, generará un sonido al que la marca describe simplemente como “gutural”.
| Sistema de lubricación                     | Cárter seco |
| Diámetro x carrera                         | 95 x 93,5 mm (3,74 x 3,68 pulgadas) |
| Relación de compresión                     | 9.5:1 |
| Línea roja                                 | 8500 rpm |
| Peso del motor de combustión interna (MCI) | 70 kg (154 libras) |
| Potencia máxima                            | MCI: 600 HP (608 CV; 447 kW) @ 7500 rpm; E-motor: 500 HP (507 CV; 373 kW) (2 traseros c/u.) y 400 HP (406 CV; 298 kW) (delantero)                             |
| Par máximo                                 | MCI: 600 N·m (443 lb·pie) @ 2000-7000 rpm; E-motor: 1000 N·m (738 lb·pie) (2 traseros c/u.) y 500 N·m (369 lb·pie) (delantero)                                |
| Capacidad del tanque de combustible        | 75 litros (19,8 galAm) |
| Asistencias                                | Control de estabilidad "Koenigsegg Electronic Stability Control" (KES), control de tracción de 3 modos: Húmedo, normal y pista, control de crucero adaptativo |

### Transmisión
El motor está acoplado con su famosa transmisión de un solo cambio conocida como "Koenigsegg Direct Drive" (KDD), debutada en el Regera.
Tiene tracción, dirección y par vectorial a las cuatro ruedas, incluso puede ajustar la dirección del eje trasero, independientemente por cada rueda, para así entregar mayor maniobrabilidad o estabilidad en ciertas situaciones.

### Frenos
Está equipado con frenos de disco ventilados carbono-cerámicos con ABS y servofreno de 410 x 38 mm (16,1 x 1,5 plg) de ancho con calipers de seis pistones también cerámicos en el eje delantero; y 395 x 32 mm (15,6 x 1,3 plg) de ancho de cuatro pistones en el trasero.

### Ruedas
Cuenta con rines de fibra de carbono Aircore™ de tercera generación con tuerca de seguridad central opcional y neumáticos Michelin Pilot Sport 4S o bien, los Cup 2 R opcionales, de medidas 295/30 R21 x 10,5 plg (53,3 x 26,7 cm) en el eje delantero y 315/30 R22 x 11,5 plg (55,9 x 29,2 cm) en el trasero.

## Producción
Se tenía planeado producir unas 300 unidades, por lo que sería una edición limitada cuyo precio posiblemente supere 1 000 000 € cada una.